# 아드리아나 오소레스
아드리아나 오소레스(Adriana Ozores, 1959년 5월 21일 ~ )는 스페인의 배우이다.

## 출연 작품
- 티 마이 (2018)
- 니어 유어 홈 (2016)
- 포르노 아티스트 (2011)
- 본 투 서퍼 (2009)
- 생존 게임 (2005)
- 헥터 (2004)
- 잠들어 있던 행운 (2003)
- 성급한 연금술사 (2002)
- 무한의 도시 (2002)
- 바이 마이 사이드 어게인 (1999)
- 막대기들 (1984)